# (6157) Prey
(6157) Prey es un asteroide perteneciente al cinturón de asteroides, región del sistema solar que se encuentra entre las órbitas de Marte y Júpiter, descubierto el 9 de septiembre de 1991 por Lutz Dieter Schmadel y el también astrónomo Freimut Börngen desde el Observatorio Karl Schwarzschild, en Tautenburg, Alemania.

## Designación y nombre
Designado provisionalmente como 1991 RX2. Fue nombrado Prey en homenaje a Adalbert Prey, profesor de astronomía en Innsbruck, Praga y, finalmente, Viena, donde fue elegido miembro de la Academia Austríaca de Ciencias. Después de la Segunda Guerra Mundial hasta su muerte, ejerció como uno de los dos secretarios de la Academia. Trabajó en el movimiento de 70 Oph (a veces llamado "estrella de Prey"), así como en la dinámica de los planetas menores y la Luna. Investigó a fondo el campo de la isostasia y la gravitación, al que dedicó una serie de documentos.

## Características orbitales
Prey está situado a una distancia media del Sol de 2,425 ua, pudiendo alejarse hasta 2,630 ua y acercarse hasta 2,220 ua. Su excentricidad es 0,084 y la inclinación orbital 3,967 grados. Emplea 1379,77 días en completar una órbita alrededor del Sol.

## Características físicas
La magnitud absoluta de Prey es 13,8. Tiene 3,538 km de diámetro y su albedo se estima en 0,512. 